# Základní fyzikální veličiny
Základní fyzikální veličiny dané soustavy veličin a jednotek jsou fyzikální veličiny, které tato soustava bere jako vzájemně nezávislé a pomocí kterých definuje všechny ostatní, tzv. odvozené veličiny. 
Hlavní jednotky všech základních veličin jsou pak v dané soustavě nazývány základními jednotkami.

## Volba základních veličin
Všechny rozumně použitelné fyzikální veličiny lze definovat pomocí několika málo základních veličin. Kolik veličin a které veličiny budou považovány za základní, je věcí volby. Proto vedle sebe může existovat několik odlišných soustav veličin a jednotek vhodných pro praktické používání.
Za základní veličiny se zpravidla volí ty, které popisují nejzákladnější, vzájemně nezávislé fyzikální aspekty reality, nebo takové, jejichž jednotky jsou co možná nejpřesněji definovatelné a metrologicky realizovatelné. Oba tyto přístupy lze při vhodné definici základních jednotek aplikovat současně, jak ukazuje připravená redefinice základních jednotek soustavy SI.
V mechanice jsou těmito veličinami zpravidla 3 následující:
- délka (vyjadřující základní geometrické vlastnosti materiálního světa a rozprostraněnost konkrétních i abstraktních materiálních objektů)
- čas (vyjadřující následnost událostí a umožňující vyjádření změn a pohybů)
- hmotnost (vyjadřující setrvačné vlastnosti hmotných objektů a charakterizující jejich schopnost gravitačně silově působit).

Pozn.: Čas může být v některých soustavách také odvozenou veličinou, bere-li se za základní veličinu rychlost nebo jiná kinematická veličina (např. rychlost světla ve vakuu; čas je pak určen pomocí této rychlosti a světlem urazené vzdálenosti). Také hmotnost může být nahrazena jinou dynamickou veličinou, např. silou (resp. tíhou), jak tomu bylo u tzv. technické soustavy („metr-kilopond-sekunda“).
Pro oblast termiky a příbuzných jevů k těmto jednotkám přistupuje:
- teplota (vyjadřující makroskopické projevy intenzity mikroskopického chaotického pohybu ustálených souborů velkého množství částic).

Pozn.: Místo teploty může být zvolena jiná termodynamická makroskopická veličina, např. vnitřní energie nebo veličina popisující mikroskopický pohyb, což umožní novou základní veličinu nezavádět a definovat všechny termodynamické veličiny pomocí veličin mechanických. Je to však nepraktické.
Pro oblast elektromagnetických jevů postačuje jediná další veličina. V historických a současných soustavách za ni byla volena zpravidla jedna z následujících:
- elektrický náboj (charakterizující schopnost hmotných objektů elektricky silově působit) nebo
- elektrický proud (charakterizující průchod náboje za jednotku času).

Je také možné vyjít z vybraného zákona elektromagnetického silového působení, nezavádět novou základní veličinu a definovat elektromagneticky specifické veličiny výhradně pomocí základních veličin mechaniky (toto je přístup všech variant elektromagnetických veličin a jednotek soustavy CGS). Jistou nevýhodou je skutečnost, že elektromagneticky specifická veličina v takovýchto veličinových rovnicích vystupuje vždy ve druhé mocnině, takže její jednotka má definiční vztah ve tvaru druhé odmocniny ze součinu/podílu jednotek mechanických veličin a fyzikální rozměr má polovinové exponenty. Pro některé specialisty v metrologii je to nepřijatelné (spíše však z filozofických a pedagogických důvodů; pro fyziky to problém nepředstavuje).
Pozn.: Magnetické silové působení je relativistickým efektem elektrického silového působení, proto novou základní veličinu nepotřebuje. U některých soustav se však požaduje (opět spíše z filozofických a pedagogických, případně „estetických“ důvodů), aby sobě obdobné elektrické a magnetické veličiny (například intenzita elektrického pole a magnetická indukce – obě vyjadřují sílu pole působící na jednotkový náboj) vystupovaly symetricky, tedy aby měly stejný fyzikální rozměr a jejich jednotky měly stejný definiční jednotkový vztah. Hovoříme pak o tzv. symetrických soustavách. Soustava SI toto nesplňuje, naopak Gaussova CGS nebo Heavisideova-Lorentzova soustava ano, díky následujícímu tvaru vztahu pro Lorentzovu sílu: {\displaystyle {\vec {F}}=Q({\vec {E}}+{\frac {1}{c}}{\vec {v}}\times {\vec {B}})}.
V některých soustavách je z praktických důvodů zavedena specifická základní veličina pro (zpravidla velký) počet entit:
- látkové množství.

Praxe ukázala, že je vhodné pro oblast optiky oddělit od sebe zářivé vlastnosti obecného elektromagnetického vlnění (vyjadřované pomocí elektromagnetických a radiometrických veličin) a zářivé vlastnosti světla, tedy viditelné části tohoto záření. Z těchto důvodů se zpravidla doplňuje ještě jedna fotometrická základní veličina, například:
- svítivost nebo
- světelný tok.

Podobné důvody pro oddělení vlnově-dynamických vlastností mechanického vlnění a zvuku, tedy slyšitelné části tohoto vlnění, sice existují, ale zřejmě vzhledem k logaritmické citlivosti lidských orgánů sluchu nevedly k zavedení nové plnohodnotné základní veličiny (hladina hlasitosti s jednotkou fón či hlasitost s jednotkou son nikdy nezískaly postavení veličin a jednotek základních, ale považují se za odvozené bezrozměrné veličiny a bezrozměrné jednotky).

## Základní jednotky
Hlavní jednotka každé základní veličiny představuje pro danou soustavu veličin a jednotek její tzv. základní jednotku. Pomocí základních jednotek jsou jednotkovými rovnicemi definovány hlavní jednotky všech odvozených veličin.
Moderní soustavy jednotek se vyznačují tím, že hlavní jednotky odvozených veličin jsou vzhledem k základním jednotkám koherentní, tedy jsou vesměs definovány jednotkovými rovnicemi bez číselných koeficientů. Hovoříme pak o koherentní soustavě.
Podrobnější informace o základních jednotkách soustavy SI naleznete v článku Soustava SI.